# POWER8
POWER8 — семейство суперскалярных микропроцессоров с архитектурой POWER, представленное компанией IBM в августе 2013 года на конференции Hot Chips. Производятся по техпроцессу 22 нм, имеют тактовые частоты от 2,5 до 5 ГГц, содержат 6 или 12 ядер.
Системы на базе POWER8 выпускаются с июня 2014 года. Впервые IBM предложила лицензирование высокопроизводительного ядра архитектуры POWER. Устройство микропроцессоров будет доступно для покупки другими компаниями, входящими в OpenPOWER, в начале 2015 года.

## Особенности
POWER8 разработан как микропроцессор с расширенной поддержкой многопоточности. Так, каждое ядро POWER8 имеет аппаратную поддержку одновременного исполнения до 8 потоков, следовательно, 12-ядерный микропроцессор поддерживает до 96 потоков (технология SMT8, аналог Intel Hyper-threading). В процессоре используется значительное количество eDRAM памяти в качестве кэшей (как на пластине процессора, так и вне её). На каждое ядро выделены кэши L1 размером 64 и 32 КБ (данные и инструкции), кэши L2 размером 512 КБ; процессор также имеет общий кэш L3 размером 48 (6-ядерные модели) или 96 МБ (12-ядерные модели). Кэш-память четвёртого уровня L4 не включена в кристалл CPU, но её достаточно много — до 128 МБ. В процессор встроены высокопроизводительные контроллеры памяти (DDR3/DDR4) и системных каналов ввода-вывода (CAPI port на основе PCI Express 3.0, в том числе для подключения ASIC, FPGA, GPU). Питанием процессора управляет встроенный микроконтроллер на базе PowerPC 405 с 512 килобайтами SRAM памяти, настраивая 1764 встроенных регуляторов напряжения.
Корпорация IBM впервые обнародовала подробности [когда?] о 12-ядерном процессоре POWER8, который по производительности опережает чип POWER7 примерно в 2 раза. POWER8 используется в суперкомпьютере IBM Watson. Процессор Power8 будет поддерживать до 1 терабайта оперативной памяти, а скорость обмена данными с памятью составит до 230 Гбайт/с.
Для многих видов нагрузок процессор POWER8 показывает прирост производительности в 2-3 раза по сравнению с предыдущим процессором POWER7. Максимальная производительность при обработке чисел двойной точности оценивалась в 290 ГФлопс, одинарной точности — 580 GFLOPS (8 операций DP ил 16 операций SP за такт на ядро при использовании FMA).
Производится по техпроцессу 22 нм по технологии кремний на изоляторе с 15 слоями металлизации. 12-ядерный вариант содержит 4,2 миллиарда транзисторов и имеет площадь кристалла в 650 мм2. 6-ядерный вариант меньше — всего 362 мм2.